# Yelmo de Negau

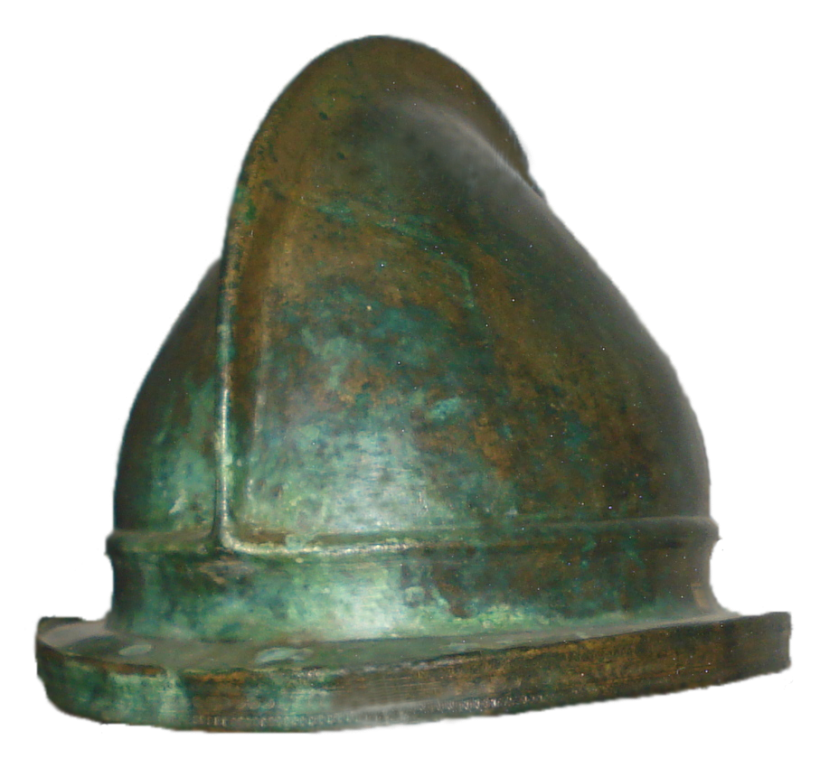
Yelmo de Negau de Daone. Museo de Santa Julia, Brescia.

El yelmo de Negau se refiere a alguno de los 28 yelmos de bronce, 23 de los cuales se conservan, encontrados en 1811 en un yacimiento en Zenjak, cerca de Negau, actualmente Negova, Eslovenia. Los yelmos tiene la forma típica etrusca vetulónica, algunas veces descrita como tipo Negau. Están datados alrededor del 400 a. C. aunque fueron sepultados después de la invasión romana de la zona (50 a. C).

## Inscripciones

### Negau B
En el yelmo de Negau B hay una inscripción en alfabeto etrusco. La inscripción no parece ser tan antigua como el casco y podría datarse alrededor del siglo II. Invirtiendo el sentido de las letras, ya que en la original están de derecha a izquierda, la inscripción reza:
que se transcribe como: harikastiteiva ip
Se han hecho muchas interpretaciones de la inscripción en el pasado, pero la más reciente establece que se leería «Harigast el sacerdote» (de *teiwaz "dios"), como el otro casco inscrito en el mismo sitio que lleva varios nombres (principalmente celtas) seguidos de títulos religiosos.
En cualquier caso, la lectura del nombre germánico Harigast es prácticamente universalmente aceptado. Por ello en el pasado se pensó que la inscripción sería una forma arcaica de alfabeto rúnico, pero actualmente se considera que la inscripción es etrusca y que es anterior a la aparición del alfabeto rúnico. La palabra Harigast constituye quizás la primera variación hacia el futuro idioma germánico registrada.
Gustav Must interpretó la inscripción de la forma Hariχas Titieva, como un nombre personal rético, con la primera parte Hariχas de raíz indoeuropea (más venética que germánica) y la segunda Titieva puramente etrusca.

### Negau A

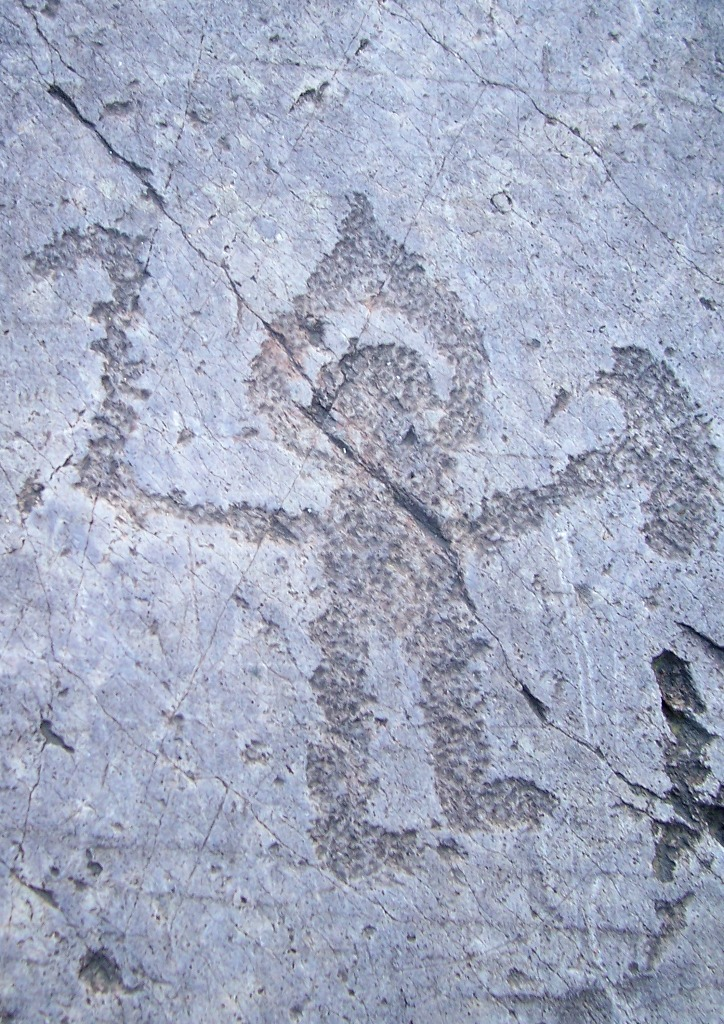
Petroglifo de un hombre armado con un casco de la misma forma que los de Negau. Seradina di Cemmo - Roca 12, Val Camonica.

Las cuatro inscripciones de yelmo de Negau A se interpretan como: «Dubni banuabi» (de Dubnos el matacerdos), «sirago turbi» (sacerdote astral de la tropa), «Iars'e esvii» (Iarsus el divino) y «Kerup» probablemente la abreviación de un nombre celta como Cerubogios.

## Interpretación
Cascos como los de Negau eran usados por los sacerdotes en la época del depósito de estos cascos en Zenjak, lo que hace pensar que fueron enterrados por razones ceremoniales. La villa de Zenjak y su yacimiento fueron de gran interés para los arqueólogos de la época nazi, por lo que fue brevemente renombrada como Harigast durante la Segunda Guerra Mundial. El yacimiento nunca ha sido excavado de forma científica.